# 베트남 공화국군

베트남 공화국군의 평시 깃발

베트남 공화국군의 전시 깃발

베트남 공화국군(베트남어: Quân lực Việt Nam Cộng hòa / 軍力越南共和, QLVNCH)은 베트남 공화국의 정규군이다. 1955년에서부터 1975년까지 베트남 영토 남쪽 반의 방위를 책임졌다.

## 편제
베트남 공화국군은 다음으로 편성되어 있었다.
- 베트남 공화국 육군
- 베트남 공화국 공군
- 베트남 공화국 해군

## 문제점
베트남 공화국군은 미국의 우방인 남베트남의 국방을 맡은 집단이었으나, 전쟁 수행 능력과, 내부 행정 문제에서 최악의 군대로 평가받는다.

### 부패
베트남 공화국군의 복지를 위한 운영 기금은 매우 부실하게 운영됐다. 또한, 승진에는 실력보다는 오로지 뇌물과 학연, 지연 등이 빈번히 개입하였고, 이는 전체적인 지휘력 하락으로 이어졌다. 이것 외에도 군부 일부 인사가 마약사업을 하고, 자금을 빼돌려 주식 투자를 하는 등, 총체적인 부패가 만연했다.
베트남 전쟁 시기에는 미군, 대한민국 국군 및 기타 지원군의 성적 욕구를 해소하기 위한 집창촌을 운영하였고, 일부 군부 인사는 지역 여성민을 알선하여 개인 매춘 사업을 벌렸다.
또한 미군에게 지원받은 장비들도 적국과 심지어는 베트콩에게도 팔아 넘길 정도로 심각하게 부패했고, 이는 막아야 될 베트콩의 활동에 도움만 주게 되었다. 간부들이 기금을 모두 사적으로 사용되어, 정규군 병사들이 받는 월급은 아주 형편없이 적었다.  때문에 간부들도 부패하여 국가를 지킬 아무런 동기부여가 없는 병사들은 전선에서 탈영하기 일쑤였으며, 미국과 지원국들이 남베트남에서 철수 한 뒤 북베트남과의 전투가 벌어지는 상황에서도 병사 대다수가 전투를 포기하고 전장에서 탈영하게 된다.

### 열악한 전쟁 수행 능력
베트남 공화국군은 미국의 전폭적인 지원을 받았으며, 베트남 전쟁 시기 동남아시아에서 가장 군사력이 강한 집단으로, 최강의 군사력을 보유하고 있었다. 그럼에도 불구하고 산악 지대에서 열악한 보급 수준을 갖춘 공산 게릴라인 남베트남 민족해방전선을 상대하는 데 상당히 무능했으며, 심지어 정규전(압박 전투, 빈찌아 전투, 동쏘아이 전투)에서도 패배하였다. 북부 베트남의 베트남 인민군(월맹군)과의 대치에서도 연이은 패전을 거듭했다.
남베트남군의 총체적 무능은 군사의 사기를 지속적으로 떨어트렸다. 이후 북베트남이 사이공 총공세를 펼쳤을 때 베트남 공화국군의 대부분은 쉽게 투항하였고, 베트남 인민군은 빠르게 사이공까지 진격할 수 있었다.

### 정통성 부재
베트남 공화국군 장교 중 압도적인 다수는 프랑스 지배 치하에서 프랑스 식민군 장교로 복무하였다. 일례로, 국방총장이었던 응우옌반비는 프랑스 레인저 부대 중대장 출신으로, 베트남의 독립을 위해 싸웠던 베트남 독립동맹회(월맹)를 후방에서 타격한 전과로 대좌까지 올랐던 자이다. 이는 식민지 시기 독립을 위해 싸웠던 무장 인원이 대부분 공산주의자였다는 점, 그리고 해방 이후 남베트남 지역에 프랑스와 무관했던 군사적 인재가 부족했던 열악함에서 비롯되었다.

## 같이 보기
- 베트남 공화국
- 베트남 공화국 육군
- 베트남 공화국 해군
- 베트남 공화국 공군
- 베트남 공화국 국가경찰
- 베트남 인민군
- 베트남 국가군

## 참고 자료
- Gordon L. Rottman and Ron Volstad, US Army Special Forces 1952-84, Elite series 4, Osprey Publishing Ltd, London 1985. ISBN 9780850456103
- Gordon L. Rottman and Ron Volstad, Vietnam Airborne, Elite Series 29, Osprey Publishing Ltd, London 1990. ISBN 0-85045-941-9
- Gordon L. Rottman and Ramiro Bujeiro, Army of the Republic of Vietnam 1955-75, Men-at-arms series 458, Osprey Publishing Ltd, Oxford 2010. ISBN 978-1-84908-182-5
- Kenneth Conboy and Simon McCouaig, South-East Asian Special Forces, Elite series 33, Osprey Publishing Ltd, London 1991. ISBN 9781855321069
- Lee E. Russell and Mike Chappell, Armies of the Vietnam War 2, Men-at-arms series 143, Osprey Publishing Ltd, London 1983. ISBN 0-85045-514-6.
- L. Thompson and Mike Chappell, Uniforms of the Indo-China and Vietnam Wars, Blandford Press, London 1984.
- Martin Windrow and Mike Chappell, The French Indochina War 1946-54, Men-at-arms series 322, Osprey Publishing Ltd, Oxford 1998. ISBN 978-1-85532-789-4
- Phillip Katcher and Mike Chappell, Armies of the Vietnam War 1962-1975, Men-at-arms series 104, Osprey Publishing Ltd, London 1980. ISBN 978-0-85045-360-7
- Jade Ngoc Quang Huynh, South Wind Changing, Graywolf Press, Minnesota 1994.
- Mark Moyar, "Triumph Forsaken: The Vietnam War, 1954-1965", Cambridge University Press, Cambridge, England, U.K., 2006
- Neil L. Jamieson, Understanding Vietnam, The Regents of the University of California press, Berkeley and Los Angeles, California 1993.
- Nguyen Cao Ky, How we lost the Vietnam War, 1984.
- Tran Van Don, Our Endless War, Presidio Press, Novato, CA.1978.